# Attività catalitica
Nell'ambito della catalisi, l'attività di un catalizzatore (o attività catalitica) corrisponde alla velocità con cui una reazione chimica procede verso l'equilibrio in presenza del catalizzatore in questione. Nel caso in cui il catalizzatore sia un enzima si parla in particolare di attività enzimatica.
Viene espressa nel Sistema Internazionale in katal. Se una certa quantità di un determinato catalizzatore ha attività catalitica di 1 katal vuol dire che consuma 1 mole di reagenti in 1 secondo. Un'altra unità di misura della attività catalitica è l'Unità enzimatica (U). Se una certa quantità di un determinato catalizzatore ha attività catalitica di 1 UI vuol dire che consuma 1 µmole di reagente in 1 minuto.
Siccome 1 µmole/min = 1,667 x 10^-8 moli/s allora 1U = 16,67 nano katal.

## Attività dei catalizzatori utilizzati dai processi chimici
L'attività del catalizzatore, oltre a dipendere dalla natura del catalizzatore stesso, dipende anche dalla natura del supporto del catalizzatore. In particolare i supporti di materiale metallico sono da preferire ai supporti di materiale ceramico nel caso in cui lo scambio termico sia fondamentale, in quanto i metalli presentano una maggiore conducibilità termica.
L'attività di un catalizzatore non è costante nel tempo, ma diminuisce a causa di fenomeni di disattivazione.
In genere, all'aumentare dell'attività di un catalizzatore diminuisce la sua selettività, viceversa al diminuire dell'attività di un catalizzatore aumenta la sua selettività. Per questo motivo, talvolta i catalizzatori vengono avvelenati di proposito con particolari composti chimici, in modo da aumentarne la selettività a discapito dell'attività.

## Attività enzimatica
Gli enzimi sono dei catalizzatori sfruttati dalle reazioni di natura biochimica.
L'attività enzimatica può essere regolata tramite inibizione del prodotto (ovvero aumentando la concentrazione del prodotto) oppure utilizzando delle particolari sostanze chimiche, chiamate attivatori (se aumentano l'attività enzimatica) o inibitori (se diminuiscono l'attività enzimatica).